# Destino (novela colombiana)
Destino es una telenovela colombiana producida por Jorge Barón Televisión para Cadena Dos en 1986. se transmitía de lunes a viernes a las 11:30 a. m.
Protagonizada por Mauricio Figueroa y Ana Cristina Botero.

## Elenco
- Ronald Ayazo
- Ana Cristina Botero
- Mauricio Figueroa
- Silvio Ángel
- Víctor Cifuentes
- Ana Mojica
- Humberto Arango
- Omar Sánchez
- Yuly Pedraza
- Manuel Pachón
- Luis Chiappe
- Moisés Cadavid
- Eleazar Osorio